# DOUBLE DECKER! ダグ&キリル
『DOUBLE DECKER! ダグ&キリル』（ダブルデッカー ダグアンドキリル）は、サンライズ制作による日本のテレビアニメ作品。2018年9月から12月にかけてTOKYO MXほかにて放送された。『TIGER & BUNNY』から続くアニメシリーズプロジェクト「バディシリーズ」のひとつとして制作される。今作は『TIGER & BUNNY』から続くアニメシリーズプロジェクトということもあり制作スタッフには、同作品の制作にも参加経験のあるスタッフが数人、名を連ねている。

## プロモーション
『TIGER & BUNNY』の新アニメシリーズプロジェクト「バディシリーズ」の企画が2018年1月5日に発表され、同年3月16日に本作の制作・主演キャスト・メインスタッフが正式発表された。同年7月5日には追加キャストと放送時期が、同年8月6日にはキービジュアル・作品概要が公開された。
その後、同年9月2日に本作の第1話・第2話の先行上映会が行われ、放送枠・主題歌・Blu-ray・DVDの各種情報が公開され、各配信サイトにて第1話の先行配信が開始された。

## ストーリー
ふたつの太陽が昇る都市国家・リスヴァレッタでは、危険な薬物「アンセム」が出回り、それを取り締まる専門捜査機関SEVEN-O（セブンオー）特殊犯捜査係が対応に当たっていた。ヒーローに憧れる若い警官キリル・ヴルーベリは、ひょんなことからSEVEN-Oに配属され、ベテラン捜査官ダグラス・ビリンガムと「ダブルデッカー」を組み、アンセムを巡る様々な事件に挑む。

## 登場人物

### 主要人物
ダグラス・ビリンガム / ダグ（ベテラン）
声 - 三上哲
「SEVEN-O」所属の刑事。階級は巡査部長。通称は「ベテラン」。現在はキリルとダブルデッカーを組む。先代の相棒はデリック。
名前の通りのベテラン刑事だが普段は気の抜けた雰囲気の中年男。オフの時は緩いが、思考速度が非常に早く、鋭い洞察力で事件を解決に導く。
とある事件で協力を要請したキリルを「SEVEN-O」に推薦した張本人。常に冷静沈着で、真っ直ぐなキリルをからかう大人の余裕を漂わせているものの、「最初の相棒」を喪った事件を理由に、エスペランサ絡みの事件でだけは冷静でいられなくなる。
キリル・ヴルーベリ / キリル（カリアゲ）
声 - 天﨑滉平
とある事件をきっかけに「SEVEN-O」に転属することになった制服警察官。階級は巡査。通称は髪型から「オカッパ」→「カリアゲ」に決定した。ダグとダブルデッカーを組む。
女性と見紛う整った容姿と特徴的な髪型を持つ若者。幼い頃から「ヒーロー」に憧れ、そうなるべく努力をしているが、単純バカであるため暴走しがち。一見すると騒がしいものの、心優しく表裏のない性格で、仲間の悩みをそれとなくサポートしたり、無意識のうちに的確なフォローを入れる。そういった性質で、少しずつ「SEVEN-O」内での立場を確立していく。
貧困層の生まれで、子供の頃に失踪した姉を捜していた。また大学進学の奨学金を得るために遺伝子学の論文を「適当に選んで」書き上げるなど、単純一途な思考に反して非常に明晰な頭脳の持ち主。
ディーナ・デル・リオ / ディーナ（ピンク）
声 - 早見沙織
「SEVEN-O」所属の女刑事。階級は警部補。通称は「ピンク」。キャサリンとダブルデッカーを組む。
ショッキングピンクのツインテールと際どいミニスカートという刑事らしくない格好にこだわりがある。
攻撃的でチンピラのように口が悪く、よくトラヴィスや一般人に暴言を吐くことが多い。狙撃の腕は確かで、型破りな振る舞いを許されるだけの優秀な刑事でもあり、「私は生まれながらの聖人、私のやることは全て正しい」という絶対の自信を持つ。
もともと相棒を持つことを忌避していたが、かつて飼っていた愛犬と同じ名前だったために、ケイをダブルデッカーに迎えることを二つ返事で承諾した。
キャサリン・ロシュフォール / ケイ（ルーキー）
声 - 安済知佳
「SEVEN-O」の補欠要員として転属してきた女刑事。階級は巡査。通称はキリルが一日だけ名乗っていた「ルーキー」を継承する。愛称はケイ。ディーナとダブルデッカーを組む。未成年。
能力は高いものの規則にとらわれがちで融通の利かないところがある。そのため型破りなディーナと現場で衝突することが多いが、同時にとある事件から彼女に尊敬の念を抱くようになる。
小柄な女性だが非常に健啖家で、食事中は細かいことが気にならなくなる。
マキシーン・シルヴァーストーン / マックス（ボクサー）
声 - 大地葉
「SEVEN-O」所属の女刑事。階級は巡査長。通称は「ボクサー」。愛称はマックス。ユリとダブルデッカーを組む。
パンクファッションのクールな女性。かつては名門校のプリームス学園に通っていた地味な女学生だったが、ボーイフレンドのコナーにトランスジェンダーであることを打ち明けられ、結果的にダンスパーティーを巡る差別事件からコナーとは離別したが、以後男性装をするようになった。
ユリ・フジシロ / ユリ（ロボット）
声 - 種﨑敦美
「SEVEN-O」所属の女刑事。警部補。通称は「ロボット」。マキシーンとダブルデッカーを組む。
髪と服装がすべて白い清楚な女性だが、通称の通り人間ではなくロボット。マキシーンと同居しており、彼女から色々なことを学んでいる。
11話で爆弾を仕掛けられたSEVEN-Oを守るため、爆弾ごと窓から飛び降り自爆した。実は自爆したのはメンテナンス中コーヒーをこぼしたトラヴィスによってすりかえられたスペアボディで、本体は無事だった。

### SEVEN-O
トラヴィス・マーフィー / トラヴィス（ボス）
声 - 小山力也
「SEVEN-O」を取り仕切る刑事。階級は警部。通称は「ボス」。
仲間を通称（あだ名）で呼んだり、キリルの暴走に乗っかったりと、子供じみた趣味があり、キリルと似たタイプの「バカ」。権力に尻尾を振るタイプ。
ソフィー・ゲンズブール / ソフィー
声 - 遠藤綾
トラヴィスの秘書。外見は純真無垢だが、色仕掛けで情報をとってきたり、トラヴィスの財布を盗んで捜査費用としてピンクに渡すなどしたたかな一面を見せる。
アップル・ビーバー / アップル（ドクター）
声 - 永塚拓馬
弱冠17歳にしてSEVEN-Oに支給される装備品の開発を任されている天才少年。「アップル」という名前を気に入っていないらしく、周囲には「ドクター」や「博士」と呼ばせようとする。

### エスペランサ
ザベル・フランケン / Z
声 - 青山穣
ダグが赴任一年目だった頃に捕まえた老犯罪者。6人を殺害した死刑囚だが、逮捕された原因は軽犯罪だった。
「エスペランサ」において「Z」のコードネームを与えられた幹部だが、最後尾のアルファベットを持つように卑小で他人を信じられない老人。看守のリッキー（声 - 大畑伸太郎）からは陰湿な虐めを受けている。
死刑を目前にして自分がかつて殺害したエスペランサの「A」アガペドゥス・クロイドの死体の情報を持ち出し、アンセム絡みの事件であることを暴露して司法取引を持ちかける。
その正体はエスペランサの首魁でありバンブーマンの主にあたる存在。彼の手引きによって脱獄する。リッキーとも内通し気弱な死刑囚を装っていたが、好物のチョコレートタルトを演技の最中に台無しにされたことから彼を処刑する。
悪の美学ともいうべき独自の信念を持っている、終盤バンブーマンことブライアン・クーパーに裏切られ他の構成員と共に殺されたかに見えたが、大やけどを負っても生存しておりダグに接触しクーパーに対しての情報を提供する。そしてダグ達に敗れ逃亡しようとするクーパーにけじめをつけた。
バンブーマン / ブライアン・クーパー / B
声 - 浪川大輔（バンブーマン）/ 玄田哲章（ブライアン・クーパー）
バンブーマン
道化師のように白塗り顔とカラフルなメイクを持ち、赤い宝石の総入れ歯を持つ奇妙な男。
アンセムの売買を取り仕切る組織「エスペランサ」において、26人のうち「B」のコードネームを与えられた幹部の一人。アンセムのオーバードライブ反応はないものの、アンセム使用者と同等か、それ以上にすさまじい身体能力を持ち、単体で警官隊を半壊させることができる。
ブライアン・クーパー
リスヴァレッタの最高機関である軍部長官。
キリルの口癖から彼が二つ目の太陽「ニカイ」出身と気付き、彼の過去を伝え、保護の名目で軍部へとスカウトする。
その正体は「ニカイ」からやってきた強化人間であり、エスペランサの「B」バンブーマン。「ニカイ」で強化人間を作るための薬品を安定させるため、リスヴァレッタの人間を実験台にするべくザベルを利用してアンセムを流通させた、アンセム事件すべての元凶といえる存在。本人はアンセムを安定させた状態にあるため、オーバードライブせずに超人的な身体能力を発揮する。
クーパー打倒に現れたダグ達によりアンセムの特性を利用され敗北し、自分は逃亡しようとするがザベルの復讐を受ける。
グッドルッキング・ジョー
声 - 三木眞一郎
顔に傷のあるナルシスト。エスペランサの構成員で麻薬密売を担当する。素行に問題があり当初は別の土地に居たが、ザベル復帰を契機にリスヴァレッタへ戻ってきた。
ダグの最初の相棒・パットを、「靴墨の色を間違えた」という理由で13発の弾丸を撃ち込んで殺害した仇敵。アンセムを使用しておらず、卑怯な手段でダグを追い詰めるものの彼の機転によって敗北。臆病な本性を曝け出し、現行犯逮捕された。

### その他の人物
デリック・ロス / デリック
声 - 小山剛志
ダグの元相棒。現在はSEVEN-Oを退職し、夢だったバーテンダーになり、バスを改造したバーを開いている。キリル奪還作戦ではディーナたちに請われ、しぶしぶバスを運転して軍部研究施設に突入した。
ヴァレリー・ヴルーベリ / ミラ
声 - 藤原祐規
キリルに瓜二つの容姿を持つ、実の姉。彼が幼少期の頃から失踪していたが、デリックのバーにアルバイトとして雇われた際、弟と再会する。
本名ではなく「ミラ」の名を名乗っている。男性だが、弟のキリルは再会するまで気づかなかった。
パトリシア・モリーノ / パット
声 - 西川舞
8年前に死亡したダグの最初の相棒。グッドルッキング・ジョーの不興を買ったことで射殺される。
当時12歳だった少女で、靴磨きをする傍ら情報屋としてダグをサポートしていた。彼が護身用として渡そうとした銃を「警察官がルールを破っちゃダメ」という理由で受け取らず、その言葉がダグの規範への意識の根底になっている。彼女の死はダグの心に影を落とし、彼がエスペランサに執着する一因になっていた。
大家
声 - 磯部万沙子
キリルが住む自宅の大家。ずけずけとキリルのプライベートに踏み込んでくる豪快な老婆。キリルの弱みになり得る「写真」を持っているらしい。キリル奪還作戦では武装して参加していた。
ポチ
大家が飼っている猫。キリルの部屋に良く居座ることが多い。

## 用語
アンセム
リスヴァレッタに出回る違法薬物。バッジ型にパウチされており、首に貼って摂取する。致死率は30％と高いが求める者が後を絶たない。遺伝子に直接作用して人間のあらゆるリミッターをはずす「オーバードライブ」という現象を起こす。オーバードライブした人間は体が巨大化し怪力で暴れるようになるが、2話の脱獄囚ヘンリーや8話のカミラのように美男美女になることもある。アンセム使用者の案件は使用疑いのフェイズ1、使用確定のフェイズ2、オーバードライブのフェイズ3に分けられ、フェイズ2でSEVEN-Oに捜査権が移譲する。
対AMS弾
オーバードライブしたアンセム使用者を治療・鎮静化させる銃弾型の薬剤。5種類の劇薬を調合して作られるがその配合は軍部の機密事項となっている（SEVEN-O自体は警察ではなく軍部所属の組織）。SEVEN-O捜査官は5種の薬剤を混合する特殊な装置を身に着けており、発射前に都度調合して銃弾に装填する。
ガジェットアイ
アップルが開発したコンタクレンズ型のガジェット。アンセム使用者のフェイズを見分ける機能などを持つ。対AMS弾は使用者の状態ごとに調合を変えなければならないので、ここで使用者の状態を分析し、調合を決定する。9話では視界の共有機能が追加され、捜査に貢献した。
ニカイ
リスヴァレッタのふたつの太陽のうちのひとつ。地上とは異なる文明を持つ。軍部によって便宜上「ニカイ」と呼ばれている。元は地上を離れ、移住してコロニーを作った人類。先住者との争いに勝つため兵士の身体を強化する「GMS（Genetically Modified Soldier）計画」を進め、小型化した薬剤を開発したが、実用化には臨床データをとる必要があったため、地上の人類を利用する。薬剤をアンセムと名付けてエスペランサに流通させ、治療できる技術を軍部に与えた。

## スタッフ
- 企画・制作 - サンライズ[10]
- 監督 - 古田丈司[10]
- シリーズ構成 - 鈴木智尋[10]
- メインキャラクターデザイン - 桂正和[10]
- アニメーションキャラクターデザイン・総作画監督 - 板垣徳宏[10]
- プロップデザイン - 冨澤佳也乃、小曽根正美
- クリーチャーデザイン - 安藤賢司
- デザインワークス・メカ作画監督 - 小曽根正美[10]
- コンセプトデザイン - 兒玉陽平、安藤賢司[10]
- シリーズディレクター - 安藤良[10]
- 色彩設計 - 永井留美子[10]
- 美術監督 - 水野雄介[10]
- 美術監修 - 東潤一[10]
- CGディレクター - 伊藤樹[10]
- 撮影監督 - 後藤春陽[10]
- 編集 - 西村英一[10]
- 音響監督 - 木村絵理子[10]
- 音楽 - 林ゆうき[10]
- 音楽プロデューサー - 山田智子
- 音楽制作 - サンライズ音楽出版
- プロデューサー - 田村一彦
- 製作 - サンライズ、DD PARTNERS

## 主題歌
オープニングテーマ「ステレオとモノローグ」（第1話 - 第13話）
作詞 - ジョシュア・K・キリサメ / 作曲・編曲・歌 - 霧雨アンダーテイカー
第1話では本編後にオープニングが挿入された。
エンディングテーマ「Buntline Special」（第2話 - 第13話）
作詞・作曲・編曲・歌 - ビッケブランカ

## 各話リスト
| 話数 | サブタイトル                       | 脚本       | 絵コンテ                          | 演出                              | 作画監督                                                                  |
| --- | ---------------------------------- | ---------- | --------------------------------- | --------------------------------- | ------------------------------------------------------------------------- |
| #01 | 二つの太陽にほえろ！               | 鈴木智尋   | 古田丈司                          | 安藤良                            | 冨澤佳也乃 小林理                                                         |
| 新人警官のキリルは非番の日、大家の猫をさがしているうちに、誘拐監禁事件がおきている倉庫にはいりこんでしまう。そこにSEVEN-Oのダグがあらわれる。キリルは事件解決に協力するが、人質を危険に晒したとして大目玉をくらう。新たにキリルが配属されたのはSEVEN-Oだった。 |                                    |            |                                   |                                   |                                                                           |
| #02 | さらば、オカッパ刑事！             | 鈴木智尋   | 安藤良 古田丈司                   | 安藤良 平沼加名                   | 吉田雄一 神谷美也子 小林利充                                              |
| SEVEN-Oに配属された翌日、キリルは手違いだったとしてトラヴィスからクビを言い渡される。キリルは1週間以内に成果をあげることでクビを取り消す交渉をする。キリルはアンセムの取引が行われる情報を掴み、ダグと倉庫に踏み込むが証拠はなく肩透かしを食らう。アンセムを摂取した脱獄事件が発生。脱獄囚はキリルたちが捜査した倉庫に隠れていた。ダグにより、一人が逮捕され事件は収束。キリルはSEVEN-Oを去る準備をしていたが、トラヴィスからクビは「なんとかなった」と言われ、「カリアゲ」の通称を与えられる。                                                                                  |                                    |            |                                   |                                   |                                                                           |
| #03 | 好敵手は相棒の相棒！               | 吉田恵里香 | 大石康之                          | 大石康之                          | 藤井真澄 立花希望 小沢久美子                                              |
| キリルとケイは新人研修も兼ねてダグと工場地帯に潜入捜査に入る。キリルは「刑事のカン」で工場に張り込み、あやしいトラックを止めるが、またも間違いだった。ダグは工場がアンセム製造に関わっていることを突き止め、アンセムでオーバードライブした工場長を抑える。キリルはダグのかつての同僚デリックの話を聞かせてくれと頼む。 |                                    |            |                                   |                                   |                                                                           |
| #04 | 帰って来た、デリック！             | 鈴木智尋   | 西澤晋                            | イム ガヒ                         | 前澤弘美 齋藤雅和                                                         |
| デリックは刑事を辞めバーテンダーとなっていた。ディーナとケイはアンセムの売人を追って潜入捜査に入るが、考えの違いから衝突し、犯人確保に失敗。ケイは警察学校時代の講師だった薬物取締課のゲイリーに相談する。しかしゲイリーはアンセムと偽って毒物や興奮剤を売りさばいており、キリルとユリを人質にして、ケイに対AMS弾サンプルを要求する。ゲイリーはディーナからサンプルを受け取り彼女を始末しようとするが逆に追いつめられる。ゲイリーはアンセムでオーバードライブしてケイを襲うがディーナの対AMS弾で抑えられる。                                                                     |                                    |            |                                   |                                   |                                                                           |
| #05 | A・クロイド殺し！                  | 吉田恵里香 | 安藤良                            | 徳本善信                          | 吉田雄一 小林理 冨澤佳也乃 井畑翔太                                       |
| エスペランサの元幹部・ザベルは死刑執行の日、ダグを呼び出し、エスペランサのAを殺害したと告白する。SEVEN-OはAの右足を発見。18時の死刑執行までに遺体を探すため、司法取引を行い、ザベルの案内で学校跡地で遺体を発見する。そこへ幹部Bことバンブーマンの襲撃を受ける。ダグとキリルは応戦するが、ザベルは警官を殺し逃走。だがSEVEN-Oはザベルの情報でアジトを摘発、幹部PQTを逮捕という成果をあげる。 |                                    |            |                                   |                                   |                                                                           |
| #06 | 密着リスヴァレッタ警察24時！       | 鈴木智尋   | カネショウ オニョン               | 吉村愛                            | 山村直己                                                                  |
| ダグとキリルは酔っ払いの聞き取り調査をテレビ取材される。録画を見たキリルは画面を通り過ぎる姉のミラを発見。ダグもビデオをチェックしてキリルと現場に向かい、アンセムの売人を逮捕したが、ミラの行方を探すつもりだったキリルは落胆する。デリックの店に新しい店員が雇われるが、彼女がミラだった。姉との再会に喜ぶキリルだったが、実は男と知って驚愕する。 |                                    |            |                                   |                                   |                                                                           |
| #07 | 復讐するは、ワリにアレ！           | 鈴木智尋   | 神保昌登                          | 神保昌登                          | 榊原智次 重国勇二 森田実                                                  |
| 元相棒の墓参りに行ったダグは「グッドルッキングジョー」が街に戻ってきたという噂を聞く。普段の冷静さをなくし、執拗に捜査をするダグに戸惑うキリル。ジョーはダグの元上司のデニスを人質にダグを呼び出す。ジョーは8年前、情報屋で靴磨きの少女パットをささいな理由で殺していた。ダグは復讐を遂げるべく単身ジョーに立ち向かう。ダグの拳銃は暴発し、駆け付けたキリルたちがジョー一味を現行犯逮捕する。キリルから銃が暴発したのはパットが復讐を望んでいないからだと言われたダグは、落ち着きを取り戻す。                                                                                    |                                    |            |                                   |                                   |                                                                           |
| #08 | 踊る！学園捜査線！                 | 吉田恵里香 | 西澤晋                            | 平沼加名                          | 山本美佳 小林利充 鎌田均 中野圭哉                                         |
| ダンスパーティを控えたプリームス学園の女生徒連続襲撃事件が発生。犯人がアンセム使用者とわかり、マックス・ユリ・ダグ・キリルは薬物セミナーの名目で潜入捜査を行う。ダンスクイーン候補のエルとカミラはパーティ反対を訴えるハンナを疑っていた。ハンナとカミラが学内で襲撃されキング候補のクリスが容疑者として拘束される。パーティ当日、マックスはカミラが犯人と突き止める。カミラはアンセムでオーバードーズして巨大な蜂になりエルをさらって逃走。マックスはバイクで追いかけて説得し、対AMS弾で抑える。パーティを嫌っていたマックスのためにキリルはSEVEN-Oでサプライズパーティを開く。 |                                    |            |                                   |                                   |                                                                           |
| #09 | ドントスィンクフィールソーグッド！ | 鈴木智尋   | 北村真咲                          | 徳本善信 安藤良                   | 齋藤雅和 神谷美也子 立花希望 小沢久美子                                   |
| 次期市長選候補ドーマンの娘サラが誘拐される。誘拐犯がエスペランサと名乗ったため、SEVEN-Oが身代金受け渡し現場に張り込む。サラとドーマンは解放されるが、ダグが拉致されてしまう。ザベルはダグに拷問を加え、対AMS弾の配合を吐かせようとする。アップルのガジェットアイで居場所を掴んだSEVEN-Oは、救出作戦を決行。キリルによりダグは無事救出される。 |                                    |            |                                   |                                   |                                                                           |
| #10 | はずれ刑事 純情派！                | 吉田恵里香 | 加瀬充子                          | 伊部勇志                          | 山村直己 山岸正和                                                         |
| 入院中のダグの報告書を取りに行ったキリルは、女性に声をかけてまわる少年ガスと知り合う。ガスは入院中の父親ジェフリーのため若い女性を探していた。ディーナとケイはアンセムによる連続不審死が同じ病院の入院患者だったことから、院長に聞き込みを行う。深夜ダグはキリルを呼び出し、院長が瀕死の患者にアンセムを投与し、対AMS弾の配合の研究に使っていたことを暴く。ジェフリーは院長にアンセムを勧められるが拒否。数日後ガスはジェフリーの病室に花嫁衣裳のキリルとあらわれ、真面目になり将来家庭を持つと約束する。キリルの前にクーパー軍部長官があらわれ、軍部に誘う。                    |                                    |            |                                   |                                   |                                                                           |
| 特別編 | ソウ・シュウヘン                   | 鈴木智尋   | 吉田寛人（編集） 宮下勇喜（制作） | 吉田寛人（編集） 宮下勇喜（制作） | 吉田寛人（編集） 宮下勇喜（制作）                                         |
| 10話までの総集編。 |                                    |            |                                   |                                   |                                                                           |
| #11 | SEVEN-Oは二度死ぬ！                | 吉田恵里香 | 西澤晋                            | 米たにヨシトモ                    | 前澤弘美 吉田雄一 稲熊一晃                                                |
| 軍部にスカウトされたキリルは浮かれる。エスペランサ捜査に軍部も介入する。クーパーはキリルに彼とミラが「ニカイ」からの脱走者と明かす。ザベルのアジトが包囲され銃撃戦がはじまるが、ザベル一味は留守になっていたSEVEN-Oに侵入、アップルとソフィーを脅して対AMS弾調合を入手し逃走。駆け付けたユリはザベルの残した時限爆弾を抱いて飛び降り自爆。バンブーマンはザベルを裏切り襲うが、その正体はクーパーだった。 |                                    |            |                                   |                                   |                                                                           |
| #12 | 刑事が、あぶない！                 | 鈴木智尋   | 古田丈司                          | 田中智也                          | 榊原智次 森田実 冨澤佳也乃                                                |
| ユリを失い落ち込むSEVEN-Oの面々。さらにエスペランサ構成員の大量死体が見つかったことを理由に自宅待機が命じられる。キリルは軍の研究施設で、クーパーからニカイの移住者を薬物強化する「GMS計画」、薬剤を小型化して臨床データをとるため地上にアンセムがばらまかれたこと、キリルはアンセムを無効化できる抗体を持った特別な存在と説明される。ダグはザベルから事情を聞き、SEVEN-Oで施設を急襲、キリルを奪還。しかしミラを人質にとられ、ダグが撃たれる。 |                                    |            |                                   |                                   |                                                                           |
| #13 | そして誰もいなくならなかった！     | 鈴木智尋   | 古田丈司                          | 安藤良                            | 小林理 小林利充 齋藤雅和 小沢久美子 冨澤佳也乃 神谷美也子 森田実 高崎美里 |
| キリルとミラはクーパーに降伏。秘密保持のため施設を焼き払おうとするクーパーに、兄弟は対クーパー薬剤を打つ。力を失ったと思い込んだクーパーはダグの持っていたアンセムを摂取しオーバードライブ。撃たれたふりをしていたダグとSEVEN-Oの面々に囲まれ対AMS弾で抑えられる。SEVEN-Oは爆破される施設からユリのヘリで脱出。事件はクーパーの背信行為として処理され、エスペランサも壊滅したが、市中に出回るアンセム捜査のためSEVEN-Oは活動を続ける。 |                                    |            |                                   |                                   |                                                                           |

## 放送局
| 放送期間                     | 放送時間                     | 放送局   | 対象地域   | 備考                           |
| ---------------------------- | ---------------------------- | -------- | ---------- | ------------------------------ |
| 2018年9月30日 - 12月30日     | 日曜 22:30 - 23:00           | TOKYO MX | 東京都     |                                |
| 2018年10月3日 - 2019年1月9日 | 水曜 0:00 - 0:30（火曜深夜） | BS11     | 日本全域   | BS放送 / 『ANIME+』枠          |
|                              | 水曜 2:30 - 3:00（火曜深夜） | 毎日放送 | 近畿広域圏 | 字幕放送 / 『アニメ特区』第1部 |

| 配信期間                 | 配信時間                                      | 配信サイト |
| ------------------------ | --------------------------------------------- | --- |
| 2018年9月30日 - 12月30日 | 日曜 22:30 更新（TOKYO MXと同時にライブ配信） | &CAST!!!アワー ダブルデッカー 〜リスヴァレッタ放送局〜 バンダイチャンネル AbemaTV |
|                          | 日曜 23:00 更新（翌週放送話を先行配信）       | Amazonプライム・ビデオ J:COMオンデマンド ビデオパス milplus ビデオマーケット music.jp DMM.com ひかりTV TSUTAYA TV Rakuten TV アクトビラ Google Play PlayStation Video HAPPY!動画 ムービーフルPlus dアニメストア Hulu U-NEXT アニメ放題 ふらっと動画 Netflix |

## BD / DVD
TV放送されたストーリーに加え、TV未放送の新作ストーリーの制作が全3話に渡って決定し、Blu-ray&DVDに収録及び、各配信サイトなど都度課金・見放題サービスでも見ることができる。
| 巻    | 発売日         | 収録話          | 規格品番  | 規格品番  |
| 巻    | 発売日         | 収録話          | BD        | DVD       |
| ----- | -------------- | --------------- | --------- | --------- |
| 1     | 2018年11月22日 | 第1話 - 第4話   | BCXA-1405 | BCBA-4927 |
| 2     | 2019年1月29日  | 第5話 - 第8話   | BCXA-1406 | BCBA-4928 |
| 3     | 2019年3月26日  | 第9話 - 第13話  | BCXA-1407 | BCBA-4929 |
| EXTRA | 2019年5月24日  | EX第1話 - 第3話 | BCXA-1408 | BCBA-4930 |

## キャラクターソング
2019年2月20日に、霧雨アンダーテイカープロデュースによるキャラクターソングアルバム『DECKER! SONG -デカソン-』が発売された。
楽曲はダウンロード配信もされているが、１トラック目のドラマはCDのみの収録となっている。
『DOUBLE DECKER! ダグ＆キリル』キャラクターソングアルバム「DECKER! SONG -デカソン-」（SRML-1004）
アーティスト：ダグラス・ビリンガム（CV：三上哲）、キリル・ヴルーベリ（CV：天﨑滉平）
| トラック | タイトル                                                       | アーティスト | 作詞                    | 作曲・編曲                               | 備考           |
| -------- | -------------------------------------------------------------- | ------------ | ----------------------- | ---------------------------------------- | -------------- |
| 1        | drama「俺たちには明日しかない！ （原題：Douglas and Kirill）」 | ダグ＆キリル | -                       | -                                        | 脚本：鈴木智尋 |
| 2        | ステレオとモノローグ（ダグ＆キリルVer.）                       | ダグ＆キリル | ジョシュア・K・キリサメ | 霧雨アンダーテイカー                     |                |
| 3        | Beasty Greedy Freaky                                           | キリル       | ジョシュア・K・キリサメ | ジョシュア・K・キリサメ、Hiroyuki Fujino |                |
| 4        | Prison of Heart                                                | ダグ         | ジョシュア・K・キリサメ | 霧雨アンダーテイカー                     |                |
| 5        | Don’t Think Feel So Good!!!（キリルVer.）                      | キリル       | ジョシュア・K・キリサメ | 霧雨アンダーテイカー                     |                |
| 6        | Gunpowder Ballad（ダグVer.）                                   | ダグ         | ジョシュア・K・キリサメ | 霧雨アンダーテイカー                     |                |
| 7        | ワンカットエピローグ                                           | ダグ＆キリル | ジョシュア・K・キリサメ | 霧雨アンダーテイカー                     |                |

## 漫画
2018年10月1日より2020年3月30日にかけて、集英社のウェブコミック配信サイト 『となりのヤングジャンプ』にて配信された。作画は榊原瑞紀。
- 榊原 瑞紀 (著), サンライズ (企画・原案) 『DOUBLE DECKER! ダグ&キリル』 集英社〈ヤングジャンプコミックス〉、全4巻
  1. 2018年12月19日発行[17]、ISBN 978-4-08-891167-0
  2. 2019年5月17日発行[18]、ISBN 978-4-08-891185-4
  3. 2019年10月18日発行[19]、ISBN 978-4-08-891383-4
  4. 2020年4月17日発行[20]、ISBN 978-4-08-891505-0

## 配信番組
2018年10月7日から12月30日まで超!A&G+で『&CAST!!!アワー ダブルデッカー 〜リスヴァレッタ放送局〜』が毎週日曜日の22時から22時30分の配信枠で配信された。
なお、9月30日から『&CAST!!!』にて、この配信番組が先行して開始された。
番組MCを文化放送アナウンサーの長麻未が務め、この番組の終了後に放送されるアニメ本編の内容にちなんだ声優を毎週、ゲストに迎え配信された。
また、バンダイナムコエンターテインメント運営の『&CAST!!!』とタイアップしているため、この番組の配信内容は、『&CAST!!!』でも同時生配信された。さらにテレビアニメの本編が『&CAST!!!』内で22時30分から続けて見ることができた。さらに、続けて23時から「&CAST!!!アワー ダブルデッカー 〜リスヴァレッタ放送局〜」の後半戦が『&CAST!!!』のみで限定配信された。